# Semión Budionni
Semión Mijáilovich Budionni (cuyo apellido se ha transcrito también como Budionny, Budenny, Budyenny, etc.; en ruso: Семён Миха́йлович Будённый; 13 de abriljul./ 25 de abril de 1883greg.-26 de octubre de 1973) fue un comandante militar soviético, mariscal de la Unión Soviética.

## Biografía
Budionni nació en el seno de una familia de campesinos pobres en una región cosaca del sur de Rusia, aunque en realidad su familia no estaba integrada en ningún clan cosaco, pese a recibir sus influencias.
Trabajó como granjero hasta 1903, cuando fue alistado en el Ejército Imperial, luchando en la caballería en la guerra ruso-japonesa de 1904-1905. Durante la Primera Guerra Mundial fue oficial en el Frente Occidental hasta 1916, cuando fue transferido al Frente del Cáucaso en calidad de suboficial. Allí logró integrarse en un regimiento de caballería de élite, siendo condecorado por valentía y habilidad en dirigir a sus subordinados durante varias operaciones bélicas.
Cuando la Revolución rusa derrocó al régimen zarista en noviembre de 1917, Budionni la apoyó siendo miembro dirigente de uno de los consejos de soldados (soviets) de la zona del Cáucaso.

### Bajo mando bolchevique
Al estallar la guerra civil rusa en 1918, Budionni organizó una fuerza de caballería en apoyo del bando bolchevique, que sería posteriormente su célebre Caballería Roja en la región del Don, la cual gracias al continuo aumento de reclutas y caballos se convirtió después en el Primer Ejército de Caballería del Ejército Rojo. El Primer Ejército de Caballería jugó un papel importante en la victoria bolchevique en la Guerra Civil, rechazando en las llanuras del sur de Rusia el avance del General blanco Antón Denikin hacia Moscú. Aprovechó al máximo su superioridad numérica para infligir fuertes pérdidas al enemigo, utilizando ataques envolventes y privilegiando el movimiento veloz de sus columnas de caballería.
Tras la guerra, Budionni ingresó en el Partido Bolchevique en 1919, entablando una gran amistad con Iósif Stalin y Kliment Voroshílov. El escritor Isaak Bábel inmortalizó el Primer Ejército de Caballería en su célebre libro Caballería Roja (Конармия).
En 1920, el Ejército de Caballería dirigido por Budionni tomó parte en la invasión de Polonia durante la guerra polaco-soviética, en la cual fue victorioso al principio, expulsando a las fuerzas polacas de Ucrania y rompiendo las líneas fronterizas del sur de Polonia. Sin embargo, las fuerzas bolcheviques sufrieron una derrota decisiva en la batalla de Varsovia, principalmente porque el Primer Ejército de Caballería liderado por Budionni fue bloqueado decisivamente en los alrededores de Lviv por regimientos de infantería polaca, y sólo pudo participar realmente en la lucha cuando las tropas bolcheviques ya estaban en retirada por el sur de Polonia.
Poco después de la derrota soviética en Varsovia, el Primer Ejército de Caballería, ya disminuido en fuerzas, fue derrotado por regimientos de la caballería polaca en la batalla de Komarow, una de las batallas de caballería más grandes de la historia, y tal vez la última con importancia militar decisiva.
Después de las derrotas en suelo polaco, Budionni fue enviado a combatir al sur contra los últimos bastiones del Movimiento Blanco en Ucrania y Crimea, expulsándolos de allí en noviembre de 1920. A pesar de la fallida experiencia de la campaña contra los polacos, Budionni fue considerado uno de los héroes militares de la Rusia Soviética al finalizar la Guerra Civil y mantenido en gran estima por el Ejército Rojo.

### Mariscal de la Unión Soviética
Budionni fue considerado un valiente y vistoso oficial de caballería, con experiencia en el manejo de tropas a caballo, pero conocía muy poco sobre la guerra moderna, particularmente el impacto de los tanques. De hecho, Budionni seguía convencido de la importancia crucial de la caballería en la guerra moderna inclusive en la década de 1930, y tenía en muy poca estima a las unidades mecanizadas, insistiendo en que el uso de tanques en lugar de caballos sería superfluo e ineficaz.
Un ejemplo de su pensamiento militar se reveló durante el proceso seguido contra Mijaíl Tujachevski en el marco de la Gran Purga de 1936, en el cual afirmó ante el tribunal que el esfuerzo de Tujachevski por crear formaciones acorazadas "iba a llevar al Ejército Rojo a la ruina más completa"; al escuchar este comentario Tujachevski replicó «creo que estoy soñando».

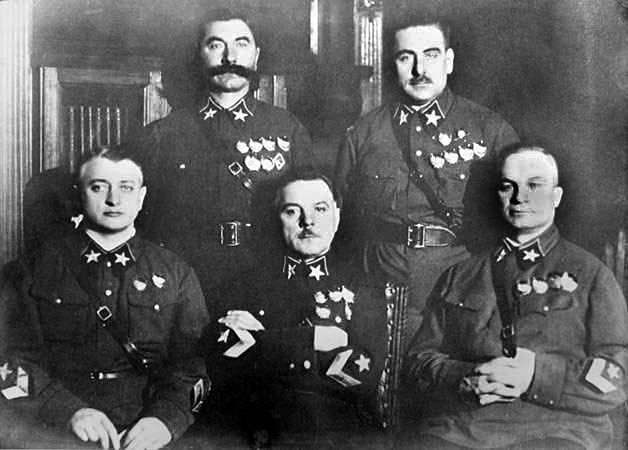
Los cinco primeros Mariscales de la URSS (de izda. a dcha.): Budionni y Blücher (de pie); Tujachevski, Voroshílov y Yegórov (sentados). 1935

En 1935 fue nombrado uno de los cinco primeros mariscales de la Unión Soviética. Tres de esos cinco mariscales fueron ejecutados durante la Gran Purga a finales de los años 30, Budionni y Kliment Voroshílov sobrevivieron.
No obstante sus ideas bélicas ya anticuadas, Budionni fue uno de los escasos líderes militares a los que no les afectó la Gran Purga; por el contrario, Stalin lo nombró inspector de caballería del Ejército Rojo y alcanzó también otros puestos honoríficos similares. De hecho, Budionni manifestó su absoluta lealtad a Stalin y éste lo consideró "políticamente inofensivo".[cita requerida]
En 1937 comandó el Distrito Militar de Moscú, y durante la guerra de Invierno contra Finlandia dirigió en el frente a las fuerzas soviéticas, con desastrosos resultados debido a la escasa previsión de Budionni en cuanto a la logística de transportes y aprovisionamiento de las tropas en una campaña invernal. A pesar de este nuevo fracaso, Stalin evitó castigarlo y a fines de 1940 fue nombrado Viceministro de Defensa, un puesto carente de mando efectivo de tropas con el que no se sintió satisfecho.

### Segunda Guerra Mundial
Al estallar la Operación Barbarroja, en julio-septiembre de 1941 Budionni fue Comandante en Jefe (ruso: главком, glavkom) de las fuerzas soviéticas en los Frentes Sudoccidental y del Sur, enfrentándose a la invasión alemana de Ucrania, que comenzó en junio. Sus fuerzas fueron rodeadas en la Bolsa de Uman y luego quedaron fatalmente cercadas en la batalla de Kiev, donde Stalin le ordenó retirarse del frente por vía aérea y dejar el mando al general Mijaíl Kirponós; en ambas batallas las tropas soviéticas fueron derrotadas sufriendo severas pérdidas. Estos desastres bélicos costaron a la Unión Soviética cerca de un millón y medio de bajas militares entre muertos y prisioneros, una de las mayores derrotas de la historia militar.
En septiembre de ese mismo año, Stalin cesó a Budionni de sus cargos en Ucrania, aunque de nuevo sin sancionarlo, y lo reemplazó por Semión Timoshenko en la jefatura máxima de las tropas sudoccidentales. Fue puesto a cargo del "Frente de Reserva" (septiembre-octubre de 1941), y luego fue designado Comandante en Jefe de la Dirección del Norte del Cáucaso (abril-mayo de 1942), puesto que fue posteriormente rebautizado como "Comandante del Frente del Norte del Cáucaso" al avanzar la ofensiva alemana (mayo-agosto de 1942).
Al iniciarse la ofensiva Fall Blau de la Wehrmacht contra el Cáucaso a mediados de 1942, Budionni fue retirado de la región amenazada. A cambio, fue designado por Stalin como jefe máximo de la entonces ya obsoleta y muy reducida Caballería Roja, siendo enviado en la práctica a puestos de retaguardia de escasa relevancia desde 1943 hasta el final de la guerra, por lo cual nunca participó en las grandes campañas triunfales del Ejército Rojo contra Alemania. A pesar de ser responsable (aunque acatando órdenes de Stalin) de algunas de las derrotas más catastróficas de la URSS durante la Gran Guerra Patria, continuó siendo uno de los militares favoritos de Stalin y no sufrió ninguna represalia.
Tras la guerra se le permitió jubilarse como Héroe de la Unión Soviética, pasando al retiro en 1945, siendo celebrado como héroe militar hábil e ingenioso de la Revolución bolchevique si bien silenciando su mal desempeño en la Gran Guerra Patria. Murió en Moscú en 1973 por una hemorragia cerebral a los 90 años de edad. Está enterrado en la Necrópolis de la Muralla del Kremlin.
Budionni creó además una nueva raza de caballo que permanece aún en grandes manadas en Rusia, el caballo Budionni, famoso por su alta efectividad en deportes y resistencia. La budiónovka, parte del uniforme militar soviético, fue nombrada en su honor.